# (11757) Salpeter
(11757) Salpeter ist ein Asteroid des Hauptgürtels, der am 24. September 1960 von dem niederländischen Astronomenehepaar Cornelis Johannes van Houten und Ingrid van Houten-Groeneveld entdeckt wurde. Die Entdeckung geschah im Rahmen des Palomar-Leiden-Surveys, bei dem von Tom Gehrels mit dem 120-cm-Oschin-Schmidt-Teleskop des Palomar-Observatoriums aufgenommene Feldplatten an der Universität Leiden durchmustert wurden.
Der Asteroid wurde am 6. März 2004 nach dem österreichisch-australischen Astrophysiker Edwin Salpeter (1924–2008) benannt, der als Professor an der Cornell University zusammen mit Hans Bethe die Bethe-Salpeter-Gleichung für gebundene Zustände in der Quantenfeldtheorie entwickelte und 1964 mit Jakow Seldowitsch als der ersten Akkretionsscheiben um schwarze Löcher als Modell für Quasare und aktive Galaxien vorschlug.